# Senna Feron
Senna Feron (26 oktober 1995) is een Nederlandse wielrenster en mountainbikster die in 2020 voor de Nederlandse wielerploeg Biehler Krush Pro Cycling reed. Feron reed van 2016 tot 2019 bij het clubteam Jos Feron Lady Force dat gesponsord werd door de fietszaak van haar vader.. Ze behaalde in 2019 een derde plaats in het Nederlands kampioenschap mountainbike marathon.